# 虎符祖殿
虎符祖殿，又名虎岩祖殿、虎符岩，位于中国福建省漳平市新桥镇南丰村，是供奉张法主的道坛。宋代始建，明嘉靖十六年（1537年）重建。占地面积约1800平方米，建筑面积120平方米。主殿面阔三间，进深二间，歇山顶，穿斗、抬梁混合式木结构。2009年11月16日公布为第七批福建省文物保护单位。